# 21466 Франпелрін
21466 Франпелрін (21466 Franpelrine) — астероїд головного поясу, відкритий 21 квітня 1998 року.
Тіссеранів параметр щодо Юпітера — 3,533.